# '98 Live Meltdown
Albums de Judas Priest
The Best of Judas Priest: Living After Midnight
(1987) Demolition
(2001)
'98 Live Meltdown est un double album live du groupe de heavy metal britannique Judas Priest. Il s'agit du premier album live ou le chanteur Tim "Ripper" Owens fait partie de la formation de Judas Priest. L'album est sorti le 29 septembre 1998 sous le label SPV Records.

## Composition
- Tim "Ripper" Owens : Chant
- K. K. Downing : Guitare
- Glenn Tipton : Guitare
- Ian Hill : Basse
- Scott Travis : Batterie

## Liste des morceaux

### Disque 1
1. The Hellion - 1:08
2. Electric Eye - 3:47
3. Metal Gods - 4:09
4. Grinder - 4:26
5. Rapid Fire - 4:24
6. Blood Stained - 5:08
7. The Sentinel - 5:46
8. A Touch of Evil - 5:51
9. Burn in Hell - 5:34
10. The Ripper - 3:52
11. Bullet Train - 5:58
12. Beyond the Realms of Death - 7:13
13. Death Row - 4:22

### Disque 2
1. Metal Meltdown - 5:02
2. Night Crawler - 6:11
3. Abductors - 5:54
4. Victim of Changes - 8:31
5. Diamonds & Rust - 3:54
6. Breaking the Law - 2:36
7. The Green Manalishi - 4:53
8. Painkiller - 6:28
9. You've Got Another Thing Comin' - 8:35
10. Hell Bent for Leather - 2:48
11. Living After Midnight - 6:01